# Acraea lia
Acraea lia är en fjärilsart som beskrevs av Paul Mabille 1879. Acraea lia ingår i släktet Acraea och familjen praktfjärilar. Inga underarter finns listade i Catalogue of Life.